# سسکک راه‌راه
سسکک راه‌راه (نام علمی: Prinia crinigera) نام یک گونه از سرده سسکک است.